# Joseph Ruddy
Joseph Aloysius „Joe“ Ruddy senior (* 28. September 1878 in New York City; † 11. November 1962 in Far Rockaway, New York City) war ein US-amerikanischer Schwimmer und Wasserballspieler.
Bei den Olympischen Spielen 1904 in St. Louis nahm Ruddy mit seinem Verein New York Athletic Club am Wasserballturnier teil, wo er zusammen mit seinen Teamkollegen David Bratton, George Van Cleaf, Leo Goodwin, David Hesser, Louis Handley und James Steen gegen das US-amerikanische Team vom Chicago Athletic Club mit 6:0 siegte und die Goldmedaille gewann. Außerdem war er Mitglied der 4-mal-50-Yards-Staffel, die im Freistil ebenfalls die Goldmedaille holte.
Sein Sohn Ray Ruddy und sein Neffe Stephen Ruddy nahmen später ebenfalls als Schwimmer an Olympischen Spielen teil.